# Oichili ya Djou
Oichili ya Djou est une commune de l'union des Comores située sur l'île de la Grande Comore, dans la préfecture de Oichili-Dimani.